# Miranda Hart
Miranda Katherine Hart Dyke (født 14. december 1972), kendt professionelt som Miranda Hart, er en engelsk skuespiller, komiker og forfatter.

## Tidlige liv

### Familie
Miranda Hart blev født den 14. december 1972 i Torquay, Devon, som datter af Royal Navy-officer Kaptajn David Hart Dyke CBE LVO RN og Diana Margaret Luce. Hendes far var chef for HMS Coventry, da den blev sænket af argentinere i Falklandskrigen i 1982. Som et resultat deraf, blev han slemt forbrændt, da han forsøgte, at undslippe den ramte krigsskib. Hendes mor, Diana Margaret, er datter af Sir William Luce(1907-1977), som var den britiske guvernør og Commander-in-Chief af Aden, 1956–60.

## Priser og nomineringer
I 2010 vandt Hart Best Comedy Performance Award fra Royal Television Society for sin præstation i Miranda, og var også nomineret for bedste komedieskrivning. Hun og Patricia Hodge blev begge nomineret til "Best Comedy Actress"-prisen på Monte-Carlo TV Festival 2010.
I 2011 vandt hun "Best Comedy Actress" og "People's Choice Award for the King Or Queen of Comedy" til British Comedy Awards 2011, hvor Miranda også vandt "Best New British TV Comedy" og blev nomineret til "Best Sitcom". Samme år blev hun nomineret til en BAFTA for bedste kvindelige hovedrolle i en komedieserie, og hendes hit-sitcom Miranda var nomineret til BAFTA YouTube choice award, den eneste pris, hvor offentligheden kunne stemme.
| År   | Nomineret for     | Pris                                   | Kategori                                 | Resultat  |
| ---- | ----------------- | -------------------------------------- | ---------------------------------------- | --------- |
| 2006 | Hyperdrive        | British Comedy Awards                  | Best Female Comedy Newcomer              | Nomineret |
| 2010 | Miranda — Sæson 1 | British Comedy Awards                  | Bedste TV Sitcom                         | Nomineret |
| 2010 | Miranda — Sæson 1 | British Comedy Awards                  | Best New TV Comedy                       | Vundet    |
| 2010 | Miranda — Sæson 1 | British Comedy Awards                  | Best TV Comedy Actress                   | Vundet    |
| 2010 | Miranda — Sæson 1 | British Comedy Awards                  | People's Choice Award                    | Vundet    |
| 2010 | Miranda — Sæson 1 | British Academy Television Awards      | Best Female Performance in a Comedy Role | Nomineret |
| 2010 | Miranda — Sæson 1 | British Academy Television Awards      | Best Situation Comedy                    | Nomineret |
| 2010 | Miranda — Sæson 1 | Monte-Carlo TV Festival — Golden Nymph | Outstanding Actress in a Comedy Series   | Nomineret |
| 2010 | Miranda — Sæson 1 | Royal Television Society Awards        | Best Writer for a Comedy                 | Nomineret |
| 2010 | Miranda — Sæson 1 | Royal Television Society Awards        | Best Comedy Performance                  | Nomineret |
| 2011 | Miranda — sæson 2 | Royal Television Society Awards        | Best Comedy Performance                  | Vundet    |
| 2011 | Miranda — sæson 2 | Royal Television Society Awards        | Best Scripted Comedy                     | Vundet    |
| 2011 | Miranda — sæson 2 | Banff TV Festival — Banff Rockie Award | Best Sitcom                              | Nomineret |
| 2011 | Miranda — sæson 2 | British Academy Television Awards      | Best Female Performance in a Comedy Role | Nomineret |
| 2011 | Miranda — sæson 2 | British Comedy Awards                  | Best TV Comedy Actress                   | Vundet    |
| 2011 | Miranda — sæson 2 | British Comedy Awards                  | Best TV Sitcom                           | Nomineret |
| 2011 | Miranda — sæson 2 | British Comedy Awards                  | People's Choice Award                    | Nomineret |
| 2011 | Miranda — sæson 2 | Broadcasting Press Guild Awards        | Best Comedy and/or Entertainment         | Vundet    |
| 2011 | Miranda — sæson 2 | TV Quick Awards                        | Best Comedy Show                         | Nomineret |
| 2012 | Miranda — sæson 2 | National Television Awards             | Most Popular Sitcom                      | Nomineret |
| 2012 | Jordmoderen       | British Academy Television Awards      | Best Supporting Actress                  | Nomineret |
| 2012 | Is It Just Me?    | National Book Awards                   | Non-Fiction Book of the Year             | Vundet    |
| 2013 | Jordmoderen       | National Television Awards             | Outstanding Drama Performance (Female)   | Vundet    |
| 2013 | Miranda — sæson 3 | British Academy Television Awards      | Best Female Performance in a Comedy Role | Nomineret |